# Ryszard Gładkiewicz

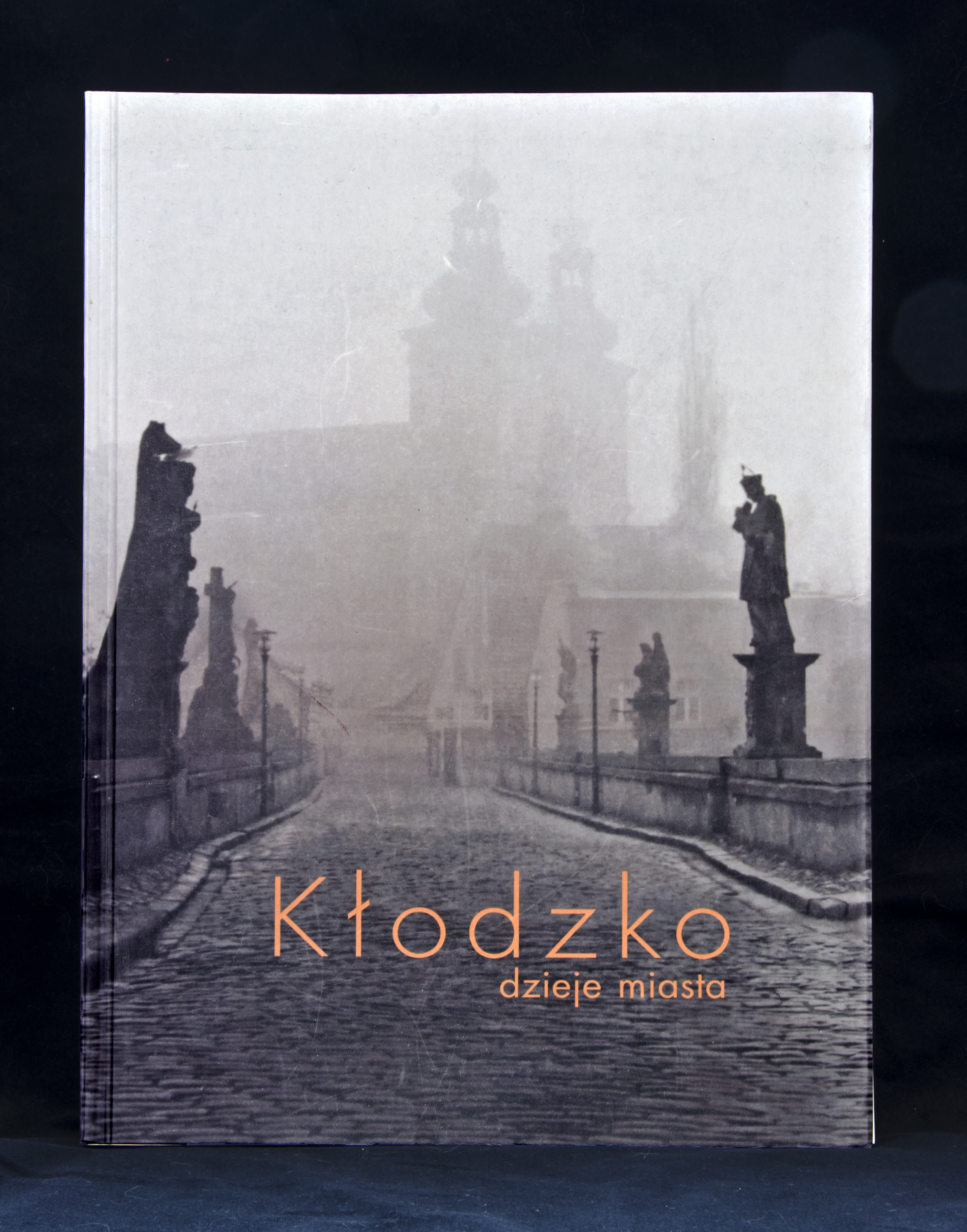
Monografia „Kłodzko, dzieje miasta” pod redakcją Ryszarda Gładkiewicza

Ryszard Bogdan Gładkiewicz (ur. 1944) – polski historyk specjalizujący się w historii Śląska i Czech, historii średniowieczna i współpracy transgranicznej.
Jest absolwentem Instytutu Historycznego Uniwersytetu Wrocławskiego. Początkowo związany był z macierzystym instytutem, gdzie uzyskał stopień naukowy doktora nauk humanistycznych w zakresie historii średniowiecza. W latach 90. XX w. brał udział w tworzeniu Centrum Badań Śląskoznawczych i Bohemistycznych na Uniwersytecie Wrocławskim, gdzie został dyrektorem. Ponadto jest zatrudniony w Ośrodku Współpracy Polsko-Czesko-Słowackiej jako kierownik. Udziela się we wrocławskim Polsko-Czeskim Towarzystwie Naukowym.
Zajmuje się historią Śląska i Czech w okresie średniowiecza. Jest autorem kilkunastu artykułów i redaktorem wielu książek, w tym monografii Kłodzka.
W 2019 odznaczony Odznaką Honorową „Bene Merito”.

## Prace
- Ryszard Gładkiewicz (red.): Chojnów dawniej i dziś. Szkice i materiały. Chojnów–Wrocław: Sudety, 1992. ISBN 83-85550-09-7. Brak numerów stron w książce
- Dzieje Złotoryi, pod redakcją R. Gładkiewicza, Złotoryja–Wrocław 1997
- Kłodzko. Dzieje miasta, pod red. R. Gładkiewicza, Kłodzko 1998
- R. Gładkiewicz, M. Homza (red.), Terra Scepusiensis. Stan badań nad dziejami Spiszu, Lewocza–Wrocław 2003, ISBN 83-88430-25-4. Brak numerów stron w książce
- O. Felcman, R. Gładkiewicz a kolektiv, Kladsko. Dějiny regionu, Hradec Králové–Wrocław–Praha–Kłodzko 2012.